# Черанга (озеро)
Черанга — пресноводное озеро на территории Петровского и Гирвасского сельских поселений Кондопожского района Республики Карелии.

## Общие сведения
Площадь озера — 3,1 км², площадь водосборного бассейна — 247 км². Располагается на высоте 130,2 метров над уровнем моря.
Форма озера лопастная, продолговатая: оно почти на три километра вытянуто с юго-запада на северо-восток. Берега изрезанные, каменисто-песчаные, местами заболоченные.
Из северо-восточного залива озера берёт начало река Черанга, впадающая в реку Суну.
С востока в озеро впадает протока из озера Мюрюс.
С запада в озеро впадает река Кужа, несущая воды озёр Сууриярви, Сявнозера, Ватчелского и Найдомозера.
К северу от озера проходит дорога местного значения 86К-87 («Юркостров — Линдозеро»).
Населённые пункты вблизи водоёма отсутствуют.
Код объекта в государственном водном реестре — 01040100211102000018125.